# 5月

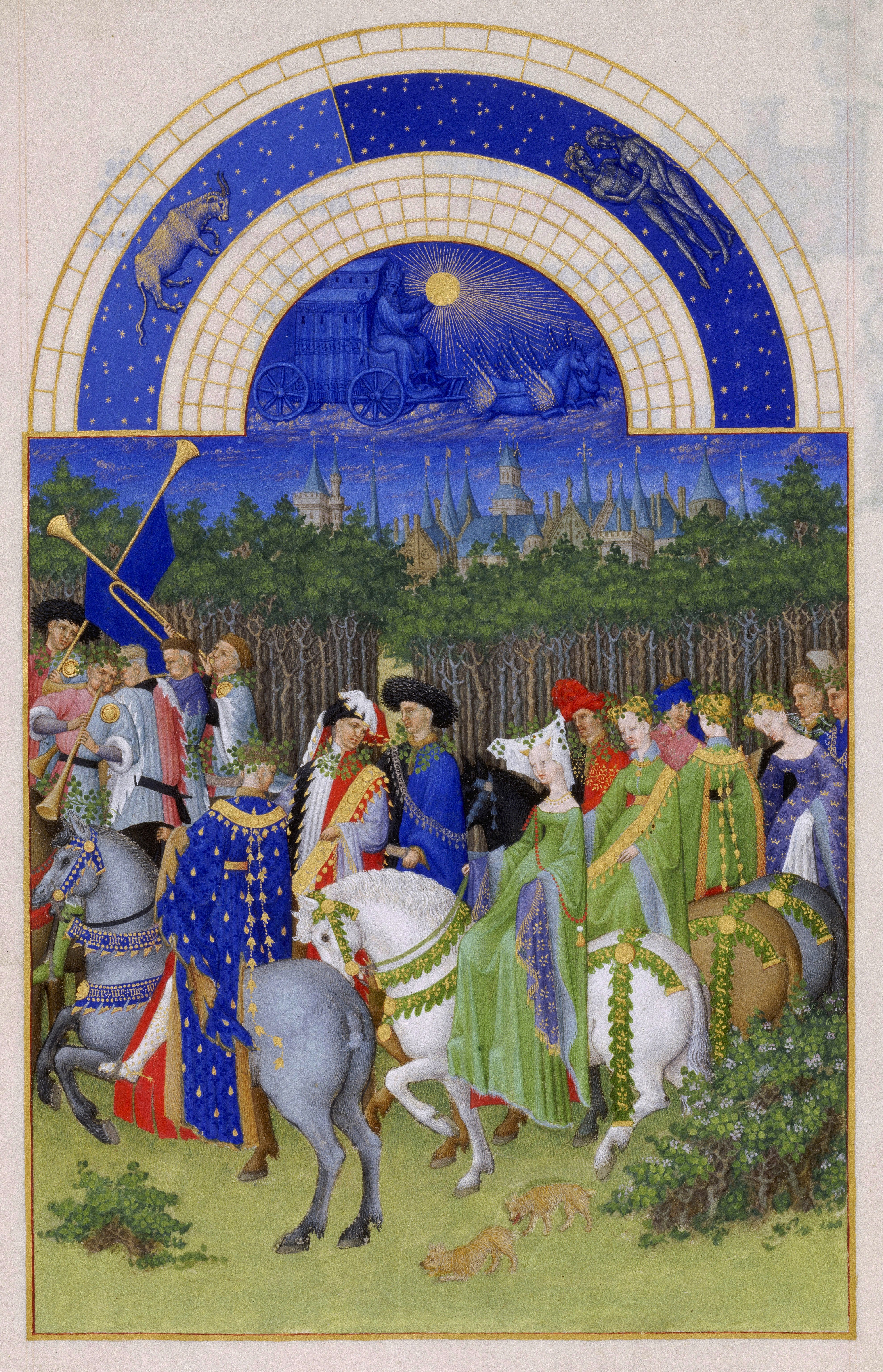
『ベリー公のいとも豪華なる時祷書』より5月

5月（ごがつ）は、グレゴリオ暦で年の第5の月に当たり、31日間ある。

## 呼称
日本では、旧暦5月を皐月（さつき）と呼び、現在では新暦5月の別名としても用いる。「さつき」は、この月は田植えをする月であることから「早苗月（さなへつき）」と言っていたのが短くなったものである。また、「サ」という言葉自体に田植えの意味があるので、「さつき」だけで「田植の月」になるとする説もある。また、皐には神にささげる稲穂の意味もある。
『日本書紀』などでは「五月」と書いて「さつき」と読ませており、「さつき」を皐月と書くようになったのは後のことである。「皐月」という表記は元来、漢籍に現れる陰暦五月の別名である。『爾雅』によると古代中国では12か月をそれぞれ「陬如寎余皋且相壯玄陽辜涂」と呼んでいた（皋は皐の本字）。
また「皐月」は花の名前となっている。「菖蒲月（あやめづき）」の別名もある。
なお、旧暦の五月は新暦では6月から7月に当たり、梅雨の季節である。五月雨（さみだれ）は梅雨の別名であり、五月晴れ（さつきばれ）は本来梅雨の晴れ間のことである。
北海道アイヌ語旭川方言では、5月を「草を伸ばす月」を意味するムントゥッカチュㇷ゚（アイヌ語: mun tukka cup）と呼ぶ。
英語名などの May はローマ神話で豊穣を司る女神マイア (羅: Maia) の名に因むといわれている。12か月で唯一英語名に略称が存在しない。

## 日本における5月
春の後半にあたる。5月3日・4日・5日は祝日が3連続し、同じく祝日である4月29日や、その周辺の土・日曜日とともにゴールデンウィークと呼ばれる時期となる。
沖縄県や奄美群島では例年5月上旬より梅雨となる。九州では早ければ5月末から梅雨となることがある。

### 異名
- いななえづき（稲苗月）
- いろいろづき（五色月）
- うげつ（雨月）
- けんごげつ（建午月）
- つきみずづき（月不見月）
- さつき（皐月）
- さなえづき（早苗月）
- さみだれづき（五月雨月）
- しゃげつ（写月）
- たちばなづき（橘月）
- ちゅうか（仲夏）
- ばいげつ（梅月）
- よくらんげつ（浴蘭月）

## 5月の年中行事
- 4月23日から5月5日 - 弘前さくらまつり（青森県弘前市）
- 4月29日から5月5日 - ゴールデンウィーク（日本）※曜日配列によっては4月29日以前から始まったり5月6日以降まで続いたりすることがある
- 5月3日から5日 - 九谷茶碗祭り（石川県能美市）
- 5月1日 - メーデー（労働祭）（世界中）
- 5月2日、5月3日 - 知立まつり
- 5月3日 - 憲法記念日 (日本)
- 5月3日、4日 - 博多どんたく港まつり（福岡市）
- 5月3日から5日 - ひろしまフラワーフェスティバル
- 同上 - 浜松まつり（浜松市）
- 5月4日 - みどりの日（日本　2007年 - ）2006年までは4月29日
- 5月5日 - こどもの日（日本、韓国）、端午の節句（日本）
- 5月5日 - シンコ・デ・マヨ（メキシコ、アメリカ合衆国のメキシコ移民）
- 5月5日 - 解放記念日（オランダ、デンマーク）
- 5月9日 - ヨーロッパ・デー（EU加盟各国　ただし5月8日や7日、5日などに設定している国も多い）
- 5月10日 - 母の日（南アメリカ、中央アメリカの多数の国、およびインドなど）
- 第2日曜 - 母の日（アメリカ合衆国を中心とする北アメリカ、カリブ海諸島、ヨーロッパ、オセアニアなどの多数の国、および東アジア（ただし韓国のみ8日））
- 5月15日 - 沖縄本土復帰記念日（日本）
- 5月25日 - 5月革命記念日（アルゼンチン）
- 最終日曜 - メモリアル・デー（アメリカ合衆国　本来は5月30日）
- 日付不定（2年に一度） - 神田明神 神田祭 神幸祭[2]
- 日付不定（中国暦4月8日） - 灌仏会（台湾、香港、マカオ、韓国など）
- 日付不定 - ユーロビジョン・ソング・コンテスト（グランドファイナルは原則土曜日開催）

## 5月に行われるスポーツ
- 上旬から下旬 - 大相撲五月場所（国技館）
- 中旬 - 全米プロゴルフ選手権
- 下旬の水曜日 - UEFAヨーロッパリーグ決勝（サッカー　ヨーロッパ）
- UCL決勝週の水曜日 - UEFAカンファレンスリーグ決勝（サッカー　ヨーロッパ）
- 下旬の土曜日 - UEFAチャンピオンズリーグ決勝（サッカー　ヨーロッパ）
- 下旬から6月中旬 - プロ野球セ・パ交流戦
- 最終週 - インディアナポリス500（モータースポーツ・インディカー・シリーズ　アメリカ合衆国・インディアナポリス・モーター・スピードウェイ）
- 最終月曜から2週間 - 全仏オープン（テニス　パリ・スタッド・ローラン・ギャロス）

## 5月がテーマの楽曲
- 5月の風（歌: 加藤和彦）
- 5月の風を抱きしめて（歌: SMAP）
- 5月の別れ（歌: 井上陽水）
- 五月の風に（歌：浜田省吾）
- 5月のクローバー（歌: EGO-WRAPPIN'）
- 5月のSUICIDE（歌: 松尾清憲）
- 5月の晴れた空（歌: 岡村孝子）
- 五月の陽ざし（歌: 中島みゆき）
- 五月のバラ（歌: 尾崎紀世彦）
- 五月雨（歌: ふきのとう）
- 五月の空の下で（歌：eastern youth）
- 五月の恋人（歌：新田恵利）
- MAY(歌：斉藤由貴）
- N’oublie pas Mai （5月を忘れないで）（歌: 斉藤由貴）
- May Fair（歌：GLAY）
- Early summer rain（歌：SOPHIA）
- May Day（歌：Plastic Tree）
- 五月雨 (歌:清春)
- 五月の蝿 (歌︰RADWIMPS)
- 初恋（歌：村下孝蔵）
- May（歌：B'z）
- 五月病（歌：キリンジ）
- 5月のシンフォニー（歌：堀込泰行）
- 五月は花緑色の窓辺から（歌：ヨルシカ）

## その他
- 星座 - 牡牛座（5月20日頃まで）、双子座（5月21日頃から）